# Цилинг
Цилинг — упразднённое село в Курахском районе Дагестана. На момент упразднения являлось центром Цилингского сельсовета. В 1953 году в плановом порядке жители села были переселены в село Аглоби Дербенского района.

## География
Располагалось на левом берегу реки Кочхюрчай, в 4,5 км к северо-востоку от села Кочхюр.

## История
До вхождения Дагестана в состав Российской империи селение входило в состав Кабирского магала Кюринского ханства. После присоединения ханства к Российской империи числилось в Кочхюрском сельском обществе Кутур-Кюринского наибства Кюринского округа Дагестанской области. В 1895 году селение состояло из 129 хозяйств. По данным на 1926 год село состояло из 118 хозяйств. В административном отношении являлось центром Цилингского сельсовета Курахского района. В 1930-е годы создан колхоз имени Араза Алиева. В 1953 году в плановом порядке жители села были переселены в село Аглоби. Окончательно заброшено после землетрясения в 1966 году.

## Население
| Год       | 1895 | 1908 | 1926 | 1939 |
| --------- | ---- | ---- | ---- | ---- |
| Население | 587  | 503  | 461  | 467  |

По данным Всесоюзной переписи населения 1926 года, в национальной структуре населения лезгины составляли 100 %

## Уроженцы
- Алиев, Александр Мамедович (Араз Казимагомедович) — участник Великой Отечественной войны, Герой Советского Союза.